# Psilochorema cheirodes
Psilochorema cheirodes är en nattsländeart som beskrevs av Mcfarlane in Mcfarlane och Cowie 1981. Psilochorema cheirodes ingår i släktet Psilochorema och familjen Hydrobiosidae. Inga underarter finns listade i Catalogue of Life.